# فيريل أندرسون
فيريل أندرسون (بالإنجليزية: Ferrell Anderson)‏ هو لاعب كرة قاعدة أمريكي، ولد في 9 يناير 1918 في Maple City, Kansas ‏ في الولايات المتحدة، وتوفي في 12 مارس 1978 في جوبلن في الولايات المتحدة.

## وصلات خارجية
- فيريل أندرسون على موقعبيزبول رفرنس.كوم (الدوري الرئيسي) (الإنجليزية)
- فيريل أندرسون على موقعبيزبول رفرنس.كوم (الدوري الثانوي) (الإنجليزية)